# Catedral de Ruissi

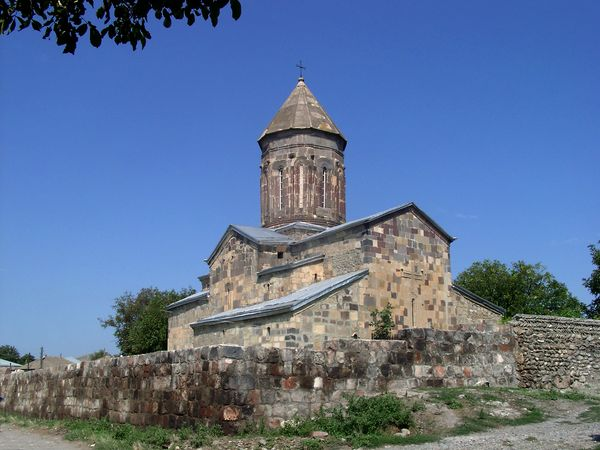
Igreja de Ruissi

A catedral de Ruissi (em georgiano:  რუისის ღვთისმშობლის ტაძარი) é uma igreja ortodoxa localizada na aldeia de Ruissi, na região de Ibéria Interior, na Geórgia. Originalmente construída entre os séculos VIII e IX, foi remodelada no século XI e reconstruída no século XV. É considerada um monumento cultural da Geórgia.

## História
A catedral está localizada no centro da vila de Ruissi, no distrito de Kareli, região da Ibéria Interior. É visível ao norte da rodovia Gori- Khashuri.
Ruissi é conhecida na história da Geórgia como o lugar de coroação do jovem rei Jorge II por Liparites IV, duque de Cledecari em 1055 e por ser uma das duas etapas do Concílio de Ruissi-Urbnissi em 1103. Foi a sede do Bispo da Igreja Ortodoxa da Geórgia. Um dos bispos, Leôncio de Ruissi, é creditado como compilador das crônicas georgianas no século XI. Em 1695, o rei Alexandre IV de Imerícia, prisioneiro em Ruissi, foi morto lá e enterrado na igreja de Ruissi.

## Arquitetura

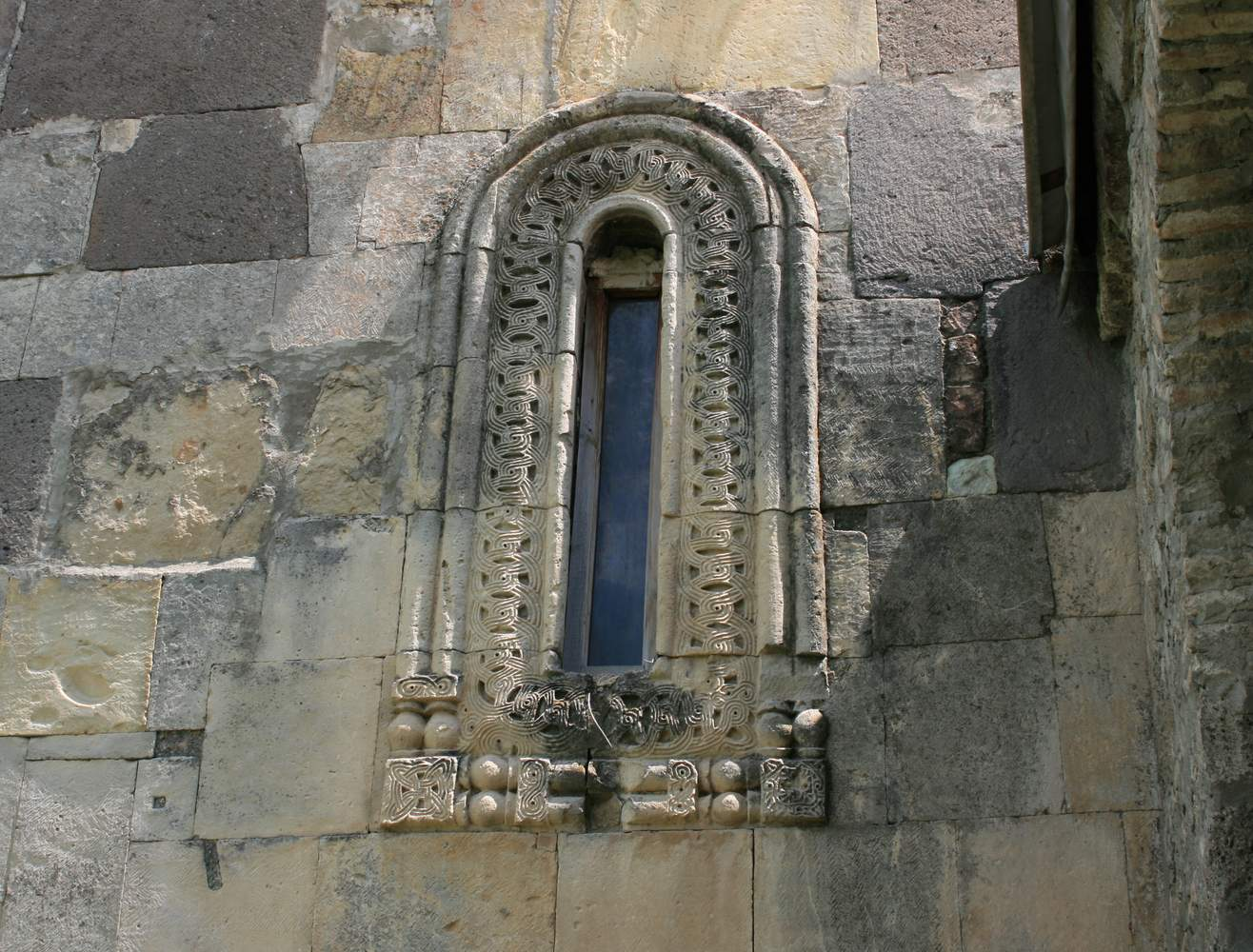
Janela com moldura ornamentada

Ruissi é uma igreja em cruz inscrita, medindo 27,3 × 19,6 m. Tem uma altura de 23,3 m. É construída com blocos de arenito, com o uso adicional de basalto, calcário e tijolo no momento da reconstrução. Pode ser acessado através de três portas retangulares, a oeste, sul e norte. Um nártex, preso ao portão oeste e aberto em uma série de arcos em três lados, é um anexo do século XV. A cúpula dodecagonal repousa sobre quatro pilares independentes e é perfurada por 12 janelas, seis delas construídas no século XV. Uma janela arqueada é cortada na abside, com um nicho arqueado abaixo dela.